# بارجيلوس

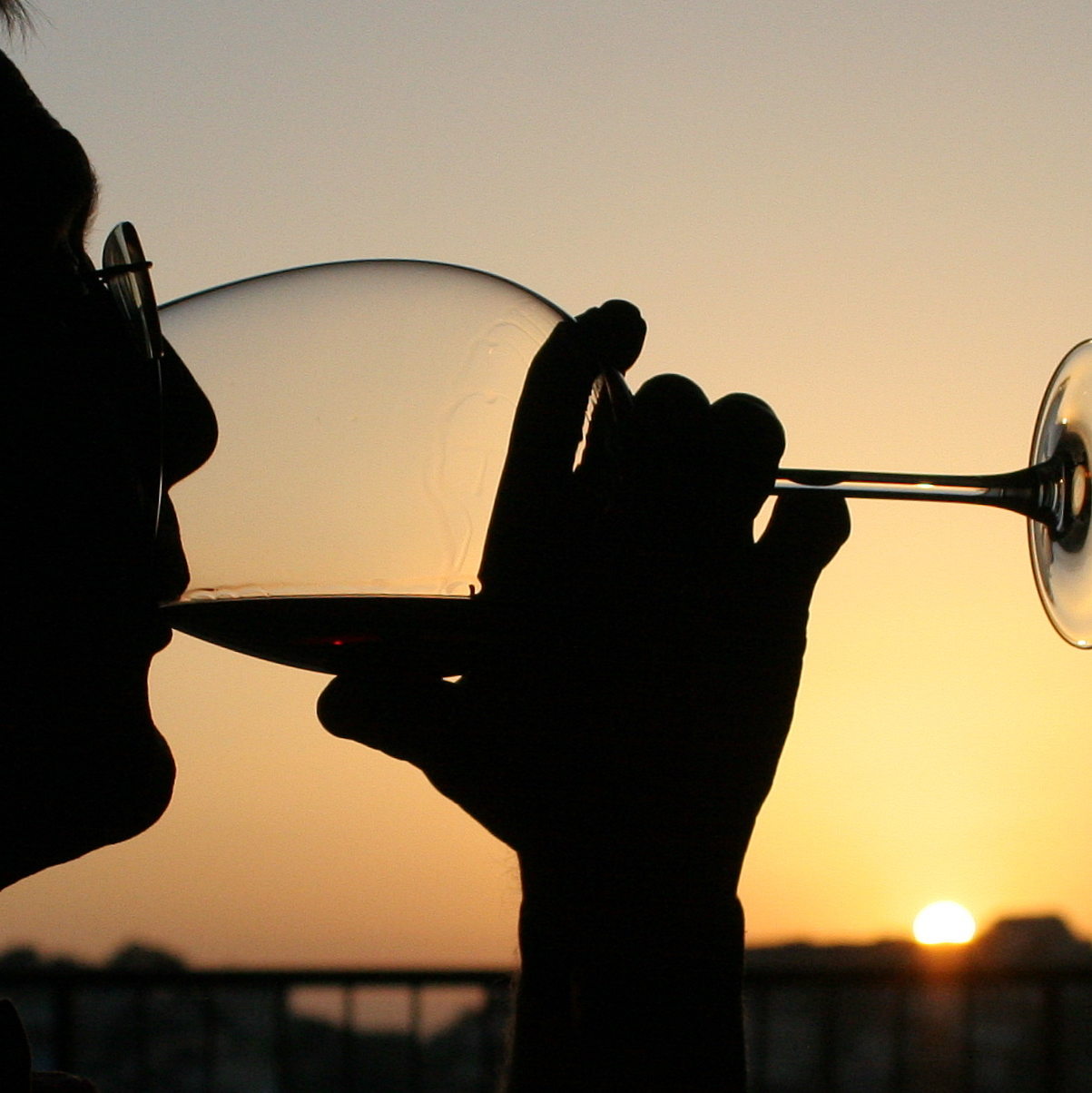
متذوق نبيذ في بيت ياشوط

بارجيلوس (بالفرنسية: Bargylus) نبيذ سوري مسوَّق في أوروبا ينتج في منطقة جبال العلويين في سوريا في محافظة اللاذقية ، هذه الجبال، كانت معروفة باسم جبل بارجيوس في الفترات الهلنستية والرومانية، أنتجت نبيذاً معروفاً في أوقات ما قبل الإسلام.

## التاريخ

الأماكن القديمية لإنتاج زيت الزيتون والنبيذ في العام القديم وتبدو فيه سوريا الكبرى كمركز مهم

تعتبر سوريا موطن طبيعي للعِنب ولذلك عرفت الخمور في هذه المنطقة، ولا سيّما في منطقة الأندرين  وتقع مدينة الأندرين إلى الشمال الشرقي من مدينة حماة حيث ذكرت في مَطلع معلقة الشاعر الجاهلي عمرو بن كلثوم:
كما اشتهر الساحل السوري أيضاً بانتاج الخمور وحتى الآن في هذه المنطقة ينتج النبيذ بشكل شعبي واسع وفي البيوت ويُنتج أيضاً العرق وكذلك نبيذ بارجيلوس الذي ينتج بشكل مهني تجاري ليُباع في الأسواق العالمية.

### تاريخ نبيذ وعائلة بارجيلوس
بدأت عائلة سعادة العمل على هذا الخمر في عام 2003. تم إنتاج أول خمر في عام 2006. وعائلة سعادة، من أصول أرثوذكسية مسيحية، هي أصلا من مدينة اللاذقية الساحلية، والمعروفة في العصور القديمة باسم لاودسيا مار (أي «لاودسيا عن طريق البحر»). ترجع جذور عائلة سعادة التجارية إلى القرن الثامن عشر والتاسع عشر مع رجال مثل غابرييل سعادة (1854-1939) ورودولف سعادة (1900-1956). وبمشاركة أولية في تجارة السلع ومختلف الصناعات، قامت الأسرة بتطوير أنشطة النقل البحري والبري بمبادرة من جوني سعادة، ابن رودولف، في سوريا ولبنان والأردن والعراق وفرنسا. حول جوني سعادة أنشطته إلى مجالات صناعة النبيذ والسياحة والعقارات.
وتمتلك العائلة مخمرة أخرى في وادي البقاع في لبنان، اسمها شاتو مارسياس.

## الملكية
يُدار حقل بارجيلوي (دومين دي بارجيلوس) من قبل شقيقين وهما كريم وساندرو سعادة، بمساعدة المستشار ستيفان ديرينونكورت. وقد استشهد بهذا النبيذ ناقد النبيذ جانسيس روبنسون إذ قال بأنه «يمكن القول إن بارجيلوس هو أرقى نبيذ في شرق البحر الأبيض المتوسط».

## أنواع هذا الخمر
يستخدم بارجيلوس عنب كابيرنت ساوفينون وسيره وميرلوت لإنتاج النبيذ الأحمر، وشاردوناي و سوفينون أبيض لإنتاج النبيذ الأبيض.